# داني فيسر
داني فيسر (بالإنجليزية: Danie Visser) مواليد 26 يوليو 1961 في روستنبرغ، جنوب أفريقيا، هو لاعب كرة مضرب جنوب أفريقي بدأ مسيرته كمحترف سنة 1982 يلعب باليد اليسرى. هو أحد أبطال الجراند سلام. أعلى تصنيف له في الفردي كان المركز الـ 59 في سنة 1984.

## الخط الزمني للزوجي
مفتاح
| ف | ن | ن.ن | ر.ن | د# | د.م | ل | أ.أ | ت | غ | ب | ف | ذ | م.خ | ل.ت |

(ف) فاز بالبطولة (ن) وصل النهائي (ن.ن) نصف النهائي (ر.ن) ربع النهائي (د#) الأدوار الأربعة الأولى (د.م) دور المجموعات (ل) شارك في كأس ديفيز (أ.أ) خرج من الأدوار الاولى (ت) خسر التصفيات التأهيلية (غ) غاب عن الحدث أو البطولة (ب) حصل على ميدالية برونزية (ف) حصل على ميدالية فضية (ذ) حصل على ميدالية ذهبية (م.خ) بطولة الماسترز خُفضت إلى مرتبة أقل (ل.ت) البطولة لم تعقد في السنة المعينة.
لتجنب الارتباك وازدواجية الحساب، يتم تحديث هذه المعلومات إما في نهاية البطولة، أو عندما تكون مشاركة اللاعب في البطولة قد انتهت.
| الدورة                        | 1981                                           | 1982                                           | 1983                                           | 1984                                           | 1985                                           | 1986                                           | 1987                                           | 1988                                           | 1989                                           | 1990  | 1991  | 1992  | 1993  | 1994  | 1995  | 1996  | إجمالي ف / م | إجمالي الفوز/الخسارة |
| ----------------------------- | ---------------------------------------------- | ---------------------------------------------- | ---------------------------------------------- | ---------------------------------------------- | ---------------------------------------------- | ---------------------------------------------- | ---------------------------------------------- | ---------------------------------------------- | ---------------------------------------------- | ----- | ----- | ----- | ----- | ----- | ----- | ----- | ------------ | -------------------- |
| الجراند سلام                  |                                                |                                                |                                                |                                                |                                                |                                                |                                                |                                                |                                                |       |       |       |       |       |       |       |              |                      |
| بطولة أستراليا المفتوحة للتنس | غ                                              | غ                                              | غ                                              | غ                                              | د2                                             | ل.ت                                            | د3                                             | د1                                             | د3                                             | ف     | د1    | د3    | ف     | د1    | د2    | غ     | 2 / 10       | 18–7                 |
| دورة رولان غاروس الدولية      | د1                                             | د3                                             | د2                                             | د1                                             | د2                                             | د1                                             | غ                                              | د1                                             | غ                                              | ر.ن   | ر.ن   | د2    | د1    | د1    | د2    | غ     | 0 / 13       | 12–13                |
| بطولة ويمبلدون                | د1                                             | د3                                             | د2                                             | د2                                             | د1                                             | د3                                             | د1                                             | ر.ن                                            | ر.ن                                            | F     | د2    | د1    | د3    | د2    | د1    | غ     | 0 / 15       | 21–15                |
| بطولة أمريكا المفتوحة للتنس   | غ                                              | د2                                             | د1                                             | د1                                             | د1                                             | د3                                             | د1                                             | د1                                             | د2                                             | ف     | د1    | د3    | د1    | د2    | د1    | غ     | 1 / 14       | 13–13                |
| معدل الجراند سلام             | 0 / 2                                          | 0 / 3                                          | 0 / 3                                          | 0 / 3                                          | 0 / 4                                          | 0 / 3                                          | 0 / 3                                          | 0 / 4                                          | 0 / 3                                          | 2 / 4 | 0 / 4 | 0 / 4 | 1 / 4 | 0 / 4 | 0 / 4 | 0 / 0 | 3 / 52       | بلا                  |
| ف/خ سنوية                     | 0–2                                            | 6–3                                            | 2–3                                            | 1–3                                            | 1–4                                            | 4–3                                            | 1–3                                            | 3–4                                            | 6–2                                            | 19–2  | 4–4   | 5–4   | 8–3   | 2–4   | 2–4   | 0–0   | بلا          | 64–48                |
| سلسلة الماسترز                |                                                |                                                |                                                |                                                |                                                |                                                |                                                |                                                |                                                |       |       |       |       |       |       |       |              |                      |
| إنديان ويلز للماسترز          | هذه الدورات لم تكن ضمن سلسلة الماسترز قبل 1990 | هذه الدورات لم تكن ضمن سلسلة الماسترز قبل 1990 | هذه الدورات لم تكن ضمن سلسلة الماسترز قبل 1990 | هذه الدورات لم تكن ضمن سلسلة الماسترز قبل 1990 | هذه الدورات لم تكن ضمن سلسلة الماسترز قبل 1990 | هذه الدورات لم تكن ضمن سلسلة الماسترز قبل 1990 | هذه الدورات لم تكن ضمن سلسلة الماسترز قبل 1990 | هذه الدورات لم تكن ضمن سلسلة الماسترز قبل 1990 | هذه الدورات لم تكن ضمن سلسلة الماسترز قبل 1990 | د2    | د1    | د1    | د1    | د2    | د1    | غ     | 0 / 6        | 1–6                  |
| ميامي للماسترز                | هذه الدورات لم تكن ضمن سلسلة الماسترز قبل 1990 | هذه الدورات لم تكن ضمن سلسلة الماسترز قبل 1990 | هذه الدورات لم تكن ضمن سلسلة الماسترز قبل 1990 | هذه الدورات لم تكن ضمن سلسلة الماسترز قبل 1990 | هذه الدورات لم تكن ضمن سلسلة الماسترز قبل 1990 | هذه الدورات لم تكن ضمن سلسلة الماسترز قبل 1990 | هذه الدورات لم تكن ضمن سلسلة الماسترز قبل 1990 | هذه الدورات لم تكن ضمن سلسلة الماسترز قبل 1990 | هذه الدورات لم تكن ضمن سلسلة الماسترز قبل 1990 | د2    | ر.ن   | د2    | د2    | ر.ن   | د1    | غ     | 0 / 6        | 5–6                  |
| مونتي كارلو للماسترز          | هذه الدورات لم تكن ضمن سلسلة الماسترز قبل 1990 | هذه الدورات لم تكن ضمن سلسلة الماسترز قبل 1990 | هذه الدورات لم تكن ضمن سلسلة الماسترز قبل 1990 | هذه الدورات لم تكن ضمن سلسلة الماسترز قبل 1990 | هذه الدورات لم تكن ضمن سلسلة الماسترز قبل 1990 | هذه الدورات لم تكن ضمن سلسلة الماسترز قبل 1990 | هذه الدورات لم تكن ضمن سلسلة الماسترز قبل 1990 | هذه الدورات لم تكن ضمن سلسلة الماسترز قبل 1990 | هذه الدورات لم تكن ضمن سلسلة الماسترز قبل 1990 | غ     | د2    | د2    | غ     | ر.ن   | غ     | غ     | 0 / 3        | 3–3                  |
| روما للماسترز                 | هذه الدورات لم تكن ضمن سلسلة الماسترز قبل 1990 | هذه الدورات لم تكن ضمن سلسلة الماسترز قبل 1990 | هذه الدورات لم تكن ضمن سلسلة الماسترز قبل 1990 | هذه الدورات لم تكن ضمن سلسلة الماسترز قبل 1990 | هذه الدورات لم تكن ضمن سلسلة الماسترز قبل 1990 | هذه الدورات لم تكن ضمن سلسلة الماسترز قبل 1990 | هذه الدورات لم تكن ضمن سلسلة الماسترز قبل 1990 | هذه الدورات لم تكن ضمن سلسلة الماسترز قبل 1990 | هذه الدورات لم تكن ضمن سلسلة الماسترز قبل 1990 | غ     | د1    | غ     | د2    | د1    | د1    | غ     | 0 / 4        | 1–4                  |
| هامبورغ للماسترز              | هذه الدورات لم تكن ضمن سلسلة الماسترز قبل 1990 | هذه الدورات لم تكن ضمن سلسلة الماسترز قبل 1990 | هذه الدورات لم تكن ضمن سلسلة الماسترز قبل 1990 | هذه الدورات لم تكن ضمن سلسلة الماسترز قبل 1990 | هذه الدورات لم تكن ضمن سلسلة الماسترز قبل 1990 | هذه الدورات لم تكن ضمن سلسلة الماسترز قبل 1990 | هذه الدورات لم تكن ضمن سلسلة الماسترز قبل 1990 | هذه الدورات لم تكن ضمن سلسلة الماسترز قبل 1990 | هذه الدورات لم تكن ضمن سلسلة الماسترز قبل 1990 | غ     | F     | د2    | غ     | د1    | غ     | غ     | 0 / 3        | 5–3                  |
| بطولة كندا للأساتذة           | هذه الدورات لم تكن ضمن سلسلة الماسترز قبل 1990 | هذه الدورات لم تكن ضمن سلسلة الماسترز قبل 1990 | هذه الدورات لم تكن ضمن سلسلة الماسترز قبل 1990 | هذه الدورات لم تكن ضمن سلسلة الماسترز قبل 1990 | هذه الدورات لم تكن ضمن سلسلة الماسترز قبل 1990 | هذه الدورات لم تكن ضمن سلسلة الماسترز قبل 1990 | هذه الدورات لم تكن ضمن سلسلة الماسترز قبل 1990 | هذه الدورات لم تكن ضمن سلسلة الماسترز قبل 1990 | هذه الدورات لم تكن ضمن سلسلة الماسترز قبل 1990 | غ     | غ     | ف     | د2    | غ     | غ     | غ     | 1 / 2        | 5–1                  |
| سنسيناتي للماسترز             | هذه الدورات لم تكن ضمن سلسلة الماسترز قبل 1990 | هذه الدورات لم تكن ضمن سلسلة الماسترز قبل 1990 | هذه الدورات لم تكن ضمن سلسلة الماسترز قبل 1990 | هذه الدورات لم تكن ضمن سلسلة الماسترز قبل 1990 | هذه الدورات لم تكن ضمن سلسلة الماسترز قبل 1990 | هذه الدورات لم تكن ضمن سلسلة الماسترز قبل 1990 | هذه الدورات لم تكن ضمن سلسلة الماسترز قبل 1990 | هذه الدورات لم تكن ضمن سلسلة الماسترز قبل 1990 | هذه الدورات لم تكن ضمن سلسلة الماسترز قبل 1990 | ر.ن   | د2    | ر.ن   | د1    | د1    | غ     | غ     | 0 / 5        | 4–5                  |
| شتوتغارت                      | هذه الدورات لم تكن ضمن سلسلة الماسترز قبل 1990 | هذه الدورات لم تكن ضمن سلسلة الماسترز قبل 1990 | هذه الدورات لم تكن ضمن سلسلة الماسترز قبل 1990 | هذه الدورات لم تكن ضمن سلسلة الماسترز قبل 1990 | هذه الدورات لم تكن ضمن سلسلة الماسترز قبل 1990 | هذه الدورات لم تكن ضمن سلسلة الماسترز قبل 1990 | هذه الدورات لم تكن ضمن سلسلة الماسترز قبل 1990 | هذه الدورات لم تكن ضمن سلسلة الماسترز قبل 1990 | هذه الدورات لم تكن ضمن سلسلة الماسترز قبل 1990 | غ     | ر.ن   | د2    | F     | د2    | غ     | غ     | 0 / 4        | 7–4                  |
| باريس للماسترز                | هذه الدورات لم تكن ضمن سلسلة الماسترز قبل 1990 | هذه الدورات لم تكن ضمن سلسلة الماسترز قبل 1990 | هذه الدورات لم تكن ضمن سلسلة الماسترز قبل 1990 | هذه الدورات لم تكن ضمن سلسلة الماسترز قبل 1990 | هذه الدورات لم تكن ضمن سلسلة الماسترز قبل 1990 | هذه الدورات لم تكن ضمن سلسلة الماسترز قبل 1990 | هذه الدورات لم تكن ضمن سلسلة الماسترز قبل 1990 | هذه الدورات لم تكن ضمن سلسلة الماسترز قبل 1990 | هذه الدورات لم تكن ضمن سلسلة الماسترز قبل 1990 | د2    | د1    | F     | د1    | د1    | غ     | غ     | 0 / 5        | 4–5                  |
| معدل الماسترز                 | بلا                                            | بلا                                            | بلا                                            | بلا                                            | بلا                                            | بلا                                            | بلا                                            | بلا                                            | بلا                                            | 0 / 4 | 0 / 8 | 1 / 8 | 0 / 7 | 0 / 8 | 0 / 3 | 0 / 0 | 1 / 38       | بلا                  |
| ف/خ سنوية                     | بلا                                            | بلا                                            | بلا                                            | بلا                                            | بلا                                            | بلا                                            | بلا                                            | بلا                                            | بلا                                            | 1–4   | 9–8   | 14–7  | 5–7   | 6–8   | 0–3   | 0–0   | بلا          | 35–37                |
| تصنيف نهاية العام             | بلا                                            | بلا                                            | بلا                                            | 96                                             | 90                                             | 30                                             | 68                                             | 14                                             | 10                                             | 1     | 33    | 20    | 21    | 85    | 176   | 1259  | بلا          | بلا                  |

## روابط خارجية
- داني فيسر على موقع رابطة محترفي التنس (الإنجليزية)
- داني فيسر على موقع الاتحاد الدولي لكرة المضرب (الإنجليزية)
- داني فيسر على موقع كأس ديفيز (الإنجليزية)
- داني فيسر على موقع خلاصة التنس.كوم (الإنجليزية)
- داني فيسر على موقع إي إس بي إن.كوم (الإنجليزية)